# ریچلند (اورگن)
ریچلند (به انگلیسی: Richland) شهری در شهرستان بیکر ایالت اورگن است و در سرشماری سال ۲۰۱۱ میلادی، ۱۵۶ نفر جمعیت داشته که نسبت به سال ۲۰۱۰، ۲٫۵۶ درصد رشد جمعیت داشته‌است.

## موقعیت جغرافیایی
موقعیت جغرافیایی شهرها و مناطق اطراف به شرح زیر است: